# Orange Music Electronic Company
Orange Music Electronic Company es un fabricante británico de amplificadores, famoso por su sonido característico y por las cubiertas de tólex naranja que recubren los bafles.

## Historia

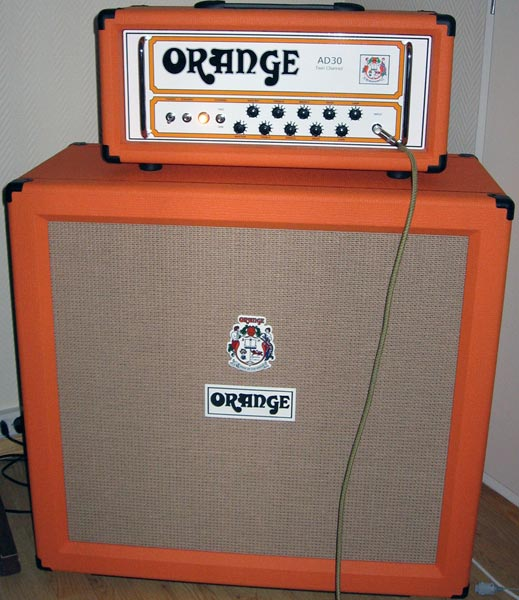
Amplificador de guitarra Orange y bafle con el tólex característico.

### Década de los sesenta
Orange fue fundada en 1968 en Londres por el músico y diseñador electrónico Clifford Cooper, abriendo un local en el número 3 de New Compton Street en el West End de Londres. Inicialmente, Cooper usó únicamente el sótano como un estudio de grabación profesional que contaba con una mesa de mezclas IBC originalmente propiedad de Joe Meek, productor de The Millionaires.
El estudió no cubría gastos por lo que el 2 de septiembre de 1968 el local situado encima del sótano fue abierto como tienda de instrumentos musicales, donde Cooper vendió su propio equipo para cubrir los gastos salariales.
Las dificultades a la hora de obtener stock de productos orientó el negocio de Orange a la venta de artículos musicales de segunda mano. Afortunadamente, muchos músicos de aquella época preferían guitarras antiguas y usadas al ser consideradas de mejor calidad y con más personalidad que las que se fabricaban nuevas. Cooper decide entonces comenzar a diseñar sus propios amplificadores y a finales de otoño de 1968 la compañía Radio Craft, con sede en Huddersfield y propiedad de Mat Mathias, fue la elegida para producir el primer amplificador marca Orange. Mientras tanto, el vendedor de Orange Mick Dines se involucró en el diseño de los bafles. Como músico que había participado en giras, Dines sabía los rigores a los que se exponía el material musical en las giras por lo que era fundamental asegurar que la durabilidad fuera un requisito del diseño con características como el tejido de color crema que compone la rejilla frontal y los paneles de madera que no sólo ofrecían firmeza sino que mejoraban también el sonido.
Es un error común considerar que los primeros amplificadores Orange estaban construidos conjuntamente por Orange y Matamp, la marca que Mathias usó en sus primeros diseños. Radio Craft produjo amplificadores de alta definición que, mientras eran ideales para bajo, producían un tono demasiado limpio y plano para guitarras eléctricas. Los primeros amplificadores Orange Matamp fueron construidos por Radio Craft para una nueva generación de guitarristas que demandaban mayor sustain. El frontal fue modificado y Cooper cambió el chasis de aluminio ligero por uno de acero esmaltado.
El logo de Orange fue diseñado para ser claramente visible en el escenario. Cuando el diseño fue enviado a Radio Craft, Mathias sugirió añadir un pequeño logo de Matamp, que fue aceptado por Cooper como cortesía a Mathias, y convertido en el nombre del modelo del amplificador.
Los primeros amplificadores Orange Matamp eran de 100 vatios a válvulas y fueron producidos en muy pocas cantidades en la parte de atrás de un estanco propiedad de Mathias. La demanda de estos amplificadores creció pronto y Radio Craft fue incapaz de hacer frente a las solicitudes que se realizaban, por lo que se hizo evidente la necesidad de un nuevo emplazamiento.
Mathias no pudo conseguir financiación para realizar el cambio de establecimiento, por lo que en 1969 se creó Cooper Mathias Ltd para reemplazar Radio Craft. Cooper pensaba que una sociedad al 50% sería más beneficiosa para todas las partes que financiar únicamente Radio Craft. El plan central detrás de esta sociedad era incrementar la capacidad y la productividad a un nivel en el que el servicio se podría ofrecer a otras compañías productoras de amplificadores.

### Década de los setenta
La fábrica de Cowcliffe, cercana a Huddersfield, fue abierta a principios de 1970. En ese momento el negocio en Londres se movía rápido, mientras el trabajo en Huddersfield era lento. Durante una visita a la factoría, Cooper se sorprendió del lento ritmo de producción de la misma. 
Una gran cantidad de cancelaciones de pedidos significaba que la producción de Cowcliffe no podía soportar la demanda lo que provocó que las pocas unidades que se fabricaban no fueran suficientes para cubrir los gastos, por lo que se decidió terminar la relación de Orange con Matamp. Cooper y Mathias continuaron siendo amigos a pesar de la separación, con el primero describiendo al segundo como “Un verdadero caballero por el que siempre tuve una gran admiración”.
Tras la decisión de interrumpir la producción en Huddersfield, Cooper encontró un local abandonado en la esquina de Neil's Yard con Short's Gardens en el barrio de Covent Garden, en Londres. Este movimiento se hizo con vistas a incrementar la productividad y proveer espacio para la fabricación de bafles, pruebas de amplificadores y almacenaje, situando la producción de los bafles en la planta superior y los amplificadores en el sótano.
En 1971, mientras conducía por Londres, Cooper notó que las nuevas señales viales introducidas en el Reino Unido usaban símbolos gráficos, por lo que solicitó al equipo de diseño que idearan un set de símbolos personalizados que mostrarían de un modo claro la función del control para el que estaban hechos y que facilitarían la compresión de estos por un eventual usuario que no fuera angloparlante.
Así es como, en 1972, John James, Ingeniero de Desarrollo e Investigación de Orange, diseña uno de los que sería uno de los amplificadores más icónico, el “Graphic Valve Amplifier”, también conocido como “Pics Only” (una traducción aproximada sería Sólo Imágenes) en referencia a su singular panel gráfico. Los primeros modelos del Pics Only fueron conocidos como Plexis ya que tenían un panel de polimetilmetacrilato colocado en una placa de acero anaranjado fijada al chasis. En modelos posteriores el plástico de panel frontal fue sustituido por placas de metal serigrafiado.
El Pics Only fue el comienzo del nuevo sonido asociado a Orange y ha sido la influencia en el diseño y sonido de los amplificadores Orange.
Con el incremento en la demanda, se hizo de nuevo necesario buscar una localización con instalaciones más grandes y apropiadas.
En 1973 la producción se traslada al número 17 de Upland Road, en Bexleyheath, Kent. Allí fue posible establecer una línea de producción apropiada lo que resultó en un marcado incremento en el número de amplificadores y bafles fabricados, con una media de un amplificador por trabajador y día. Esta aproximación más industrial significó que los amplificadores se podían alinear en grupos de 20 a 30 a la vez, e ir completando secuencialmente. En este periodo Orange vio distribuirse sus productos en Estados Unidos por vez primera.
En este año el Pics Only es rediseñado tanto en la electrónica como en el aspecto exterior, dando como resultado el modelo Graphic 120 “Pics & Text” que fue lanzado en 1974.
En 1975 Orange lanza el amplificador Custom Reverb Twin MKII que se introdujo para competir directamente con el Fender Twin Reverb, de precio parecido, contando con un muelle de reverb  Hammond, trémolo y control master de volumen. Inicialmente disponible a 50 Watt, su éxito como un amplificador de estudio versátil llevó a Orange a la producción del modelo de 100 vatios. Este modelo incorporaba una tela negra y plateada moteada en el frontal del altavoz en lugar del habitual tejido color crema.
La marca Orange estaba bien establecida como fabricante de amplificadores a válvulas hacia la mitad de la década de los setenta, pero Cooper ansioso por diversificar la gama de productos Orange e incluir amplificadores de estado sólido por primera vez en la compañía. Cooper encargó al diseñador Peter Hamilton el diseño de un amplificador computerizado. El único modo de conseguir esto era con el uso de circuitos integrados a baja y media escala. En aquel momento era difícil elegir, en gran parte debida a los costes, entre la tecnología TTL, que consumía una cantidad de energía pero era de inmediata disposición y de comprobado funcionamiento, y la nueva tecnología llamada CMOS, de bajo consumo pero propensa a daños por estática. La tecnología CMOS se consideraba arriesgada de usar. El diseño de Hamiltonfue conocido como OMEC (Orange Music Electronic Company) Digital Programmable Amplifier (Amplificador Programable Digital) y fue el primer amplificador programable del mundo. El procesamiento digital de señales (DSP) real no estuvo disponible hasta mediados de la década de los 90 por lo que el Omec Digital es efectivamente un amplificador analógico controlado digitalmente. Un inconveniente del uso de tecnología TTL apareció pronto ya que la memoria programable consumía casi un amperio a 5v, de modo que cualquier configuración se perdía en el momento que el amplificador era apagado. Se añadió una batería de respaldo para casos de pequeños apagones, pero solamente aguantaba una hora.
Finalmente, el OMEC Digital Amplifier resultó ser innovador aunque demasiado avanzado para su época y requería una gran inversión para hacerlo financieramente viable.
Mientras el amplificador computerizado programable fue presentado quizás demasiado temprano para lo que la tecnología permitía, Orange continuó produciendo amplificadores de transistores con el amplificador revestido de jean Jimmy Bean, presentado en 1976. Los circuitos integrados de gran calidad y bajo coste usados en el OMEC Digital Orange aportaron abundante tecnología innovadora para el procesado de señales para ser adaptada a otros amplificadores, lo que, añadido a un probado diseño de la etapa de potencia, condujo al lanzamiento de una serie de amplificadores de estado sólido y sus correspondientes bafles entre 1976 y 1979. 
A finales de la década de los setenta el mundo de la música había avanzado significativamente desde los movimientos  psicodélicos hippies de los sesenta y se tomó la decisión de actualizar el diseño de la gama, se cambió la tipografía a una más moderna, la cubierta se hizo más estrecha para darle un aspecto más elegante, y el tejido del frontal se cambió por un material negro con un nivel de transparencia sonora distinto. Como parte del cambio de look en 1978, Orange dividió su gama de productos en dos, Orange Sound Reinforcement y Orange Instrument Amplification. 
Ejemplos de modelos de este periodo incluyen la serie Two y la gama Hustler de amplificadores para guitarras y bajos. 
En 1978 la tienda Orange Shop cerró sus puertas cuando el edificio en el que estaba situada fue demolido.
La producción en la factoría Bexleyheath se interrumpió en 1979 cuando dos distribuidores de ultramar quebraron en un corto periodo de tiempo, haciendo la producción inviable.

### Década de los ochenta
En los 80 la producción de Orange fue extremadamente limitada, fabricando y vendiendo pequeñas cantidades a través de pedidos especiales.

### Década de los noventa

#### Los Años de Orange-Gibson 1993-1997
Tras la muerte de Mathias en 1989, sus hijos Peter y Richard continuaron el negocio hasta 1992, año en el que la compañía es vendida al entusiasta de los amplificadores Jeff Lewis. En 1993 Gibson firmó un acuerdo de licencia por el uso de la marca Orange para que Matamp fabricara sus propios amplificadores en Huddersfield, con la idea de mantener su identidad de amplificador “Made in England” (hecho en Inglaterra). 
Las primeras reediciones de amplificadores Orange de la etapa Gibson fueron el Graphic 120 y el Overdrive 120, lanzados en 1994, seguidos del Graphic 80 y el Overdrive 80.
Estas reediciones tenían una marcada diferencia sonora con los originales de los 70 y no fueron comercialmente exitosas, por lo que se acordó no renovar la licencia, de modo que en febrero de 1997 Gibson retorna el nombre Orange a Cliff Cooper.

#### 1997 – 1999

##### El retorno de Orange
Con la Orange de vuelta a manos de Cooper, el guitarrista y experto en amplificadores a válvulas Adrian Emsley fue contratado como director técnico con la misión de actualizar y revitalizar la gama de productos. 
El guitarrista Noel Gallagher había usado Orange casi exclusivamente durante los primeros discos de Oasis. Cooper, como hiciera en los primeros años de Orange, se interesó en obtener opiniones de guitarristas de primer nivel de modo que él y Emsley iniciaron conversaciones con Gallagher para que este les diera detalles de cualquier requerimiento que tuviera para mejorar su sonido. En aquel momento Gallagher usaba un Orange Overdrive del que solicitó más distorsión. Como resultado, se realizaron cambios en el circuito del Overdrive, incluyendo modificaciones en el inversor de fase y en el previo. Las modificaciones sugeridas por Gallagher fueron la base del modelo OTR (Oscillatory Transition Return). 
En 1998 se lanza la serie AD. Inicialmente consistía en el cabezal AD30 (sin reverb), el AD30R (combo 2x12 con reverb), y el AD15 combo, disponible con altavoces de 10 y 12 pulgadas. 
Esta gama de amplificadores recibió aclamación y de la crítica y atrajo a artistas de calado como el ex componente de Led Zeppelin Jimmy Page y el ex de Fleetwood Mac Jeremy Spencer. 
En 1999 el AD15 ganó el premio Editor's Pick Award de la revista US Guitar Player Magazine. De este modo Orange se convertía en la primera empresa británica en conseguir el premio en esta categoría. El premio generó interés global no solo en el AD15 sino en Orange como marca y fue un factor de importancia en el restablecimiento de la compañía.

#### sigloXXI
El tercer milenio ha traído una diversificación sin precedentes de la gama de productos Orange, que va desde lo textil hasta los ordenadores personales. 
Algunos eventos notables de este periodo incluyen:
- 2001. Orange abre oficinas en Atlanta, Georgia.
- 2006. Se lanza el amplificador Tiny Terror.
- 2008. 40.º aniversario de la apertura de Orange. Se fabrican 40 amplificadores exclusivos a mano, cada uno con un nombre de mujer.
- 2009. Orange mueve su sede a Borehamwood, Hertfordshire.
- 2010. El hijo de Cliff Cooper, Charlie Cooper, diseña y presenta OPC (Orange Personal Computer, ordenador personal Orange) dirigido al mercado del estudio en casa. Orange abre una factoría en China.

### Cronología de los amplificadores Orange

#### 1968-1971
- 1968-1969: Prototipo OR100. Se fabricaron menos de 50
- 1969-1972: OR120
- 1969-1972: OR100
- 1969-1972: OR50
- 1968-1973: Unidad reverb OA
- 1968-1979: Amplificadores de transistores: Killerwatt Slave (amplificar esclavo de 1000 vatios), Hypercard T (cabezal de 150 vatios), Slave 200 (conocido como 103T)

#### Series One: 1972-1978
- 1972-1973: GRO100, GRO50 (conocido como "Pics Only" o "Plexis" debido al panel frontal de polimetilmetacrilato impreso)
- 1974-1976: Pics & Text OR120 y OR80
- 1974-1977: Pics & Text de transistores con unidad de Reverb
- 1975: Omec Digital Programmable Amplifier
- 1976: Jimmy Bean (amplificador de dos canales y 150 vatios, cubierto de cuero y jean)
- 1977: OMEC 150 EQ y OMEC 150 SUPER (amplificadores de transistores de bajo coste)
- 1976-1978: Overdrive OD120

#### Series Two: 1979
- Hustler 60W Combo
- Hustler Bass Combo
- Overdrive OR112M
- Superbass OR112SB

#### Orange Reissues: 1993-1997 Los Años de Gibson
- 1994-1997: Graphic OR120 y OR80
- 1994-1997: Overdrive 120 y Overdrive 80
- 1997-1998: OTR 120 y OTR80
- 1997-1998: reedición del Super Bass

#### Millenium Orange: 1998-2013
- 1998: Blaster
- 1998: AD30H
- 1998: AD15 Combo con altavoz de 10 pulgadas y AD15 Combo con altavoz de 12 pulgadas
- 1999: AD30R Combo con dos altavoces de 12 pulgadas
- 1999: AD5 Combo (versión cableada a mano limitada a 64 unidades)
- 1999: amplificador de bajo AD140B
- 2000: Gama Crush de amplificadores de prácticas. (Incluía el Micro Crush (3 vatios a pilas) CR10, CR15, CR15R (con reverb), CR30R, CR20B (para bajo), CR35B (para bajo) y el pack de guitarra Orange.
- 2001: AD140 Lead (versión cableada a mano del AD140B)
- 2001: AD140HTC (versión del AD140lead con doble canal sobre placa PCB)
- 2001: AD30HTC
- 2001: AD200B MKI (amplificador de bajo cableado a mano)
- 2002: AD200B MKII Bass amplifier (cableado a mano)
- 2002: Retro 50 (Cabezal caracterizado por ser el primero en mostrar el texto "Custom Shop" en el frontal y por ser una versión del Pics Only con volumen master. Cableado a mano)
- 2002: Retro 50C (2x12 versión combo muy limitada del Retro 50)
- 2002: AD50 Custom (Cabezal fabricado a mano actualizando el AD30)
- 2003: AD200B MKIII (modelo fabricado sobre placa PCB conocido por ser uno de los cabezales para bajo más simple del mercado). *2003: Rockerverb 50 y Rockerverb 100
- 2003: AD5 Combo edición sobre PCB y altavoz Jensen P10R Alnico.
- 2004: Rocker 30, en formato cabezal y combo
- 2006: Tiny Terror (primer cabezal con estilo "lunchbox")
- 2006: Thunderverb 200 (cabezal clase AB, puede ser usado como amplificador para bajo)
- 2007: Thunderverb 50
- 2008: 40th Anniversary Custom Shop (Construido a mano. Limitado a 40 unidades, cada una con un nombre de mujer en lugar de número de serie y con tonalidades únicas)
- 2008: 40th Anniversary OR50 (montado con un transformador de salida patentado por Orange)
- 2008: AD5 Combo (Tercera versión fabricada sobre PCB y altavoz Celestion 40 de 10 pulgadas)
- 2008: Reedición del AD30HTC (con cambios estéticos en el panel frontal)
- 2008: Tiny Terror Combo. (versión con altavoz de 12 pulgadas)
- 2009: Tiny Terror Hard Wired Edition
- 2009: Dual Terror (Dos canales, Tiny Terror y Fat)
- 2009: Terror Bass 500 (amplificador híbrido para bajo con 500 vatios)
- 2009: Gama Crush Pix (amplificadores de prácticas, Micro Crush, Stereo Micro Crush (6 vatios estéreo a pilas), CR12L, CR20L, CR20LDX, CR35LDX, CR50BX (bajo) y CR100BXT (bajo)
- 2010: TH30 cabezal y combo
- 2010: Rockerverb 50 y 100 MKII
- 2010: Rockerverb 50 y 100 MKII Combo
- 2010: Rockerverb 100 DIVO (Dynamic Intelligent Valve Optimisation).
- 2010: Tiny Terror 10" Combo.
- 2010: Terror Bass 1000 (amplificador híbrido para bajo con 1000 vatios)
- 2010: Orange OPC (PC para músicos)
- 2011: DIVO OV4. (unidad retro que mantiene todas las válvulas funcionando a un bias óptimo)
- 2011: Dark Terror ((Previo de alta ganancia)
- 2011: TH100H
- 2012: Micro Terror (Un canal, híbrido, con previo a válvulas y etapa de potencia de transistores)
- 2012: OR15H
- 2012: OR50H (Rediseño del 40th anniversary OR50H con PCB)
- 2012: #4 Jim Root Terror (Amplificador signature para el guitarrista de Slipknot Jim Root, básicamente una versión a 15 vatios del Rockerverb 100.)
- 2013: OR100H
- 2013: Gama Crush Pro (CR60 en formatos cabezal y combo y CR120Head)
- 2013: Custom Shop 50 (Amplificador Custom Shop fabricado a mano)